# Битва під Студеницею
Би́тва під Студе́ницею — бій польсько-козацьких військ Речі Посполитої під командуванням правобережного гетьмана Андрія Могили з татарськими загонами 6 травня 1684 року біля Кам'янця під час польсько-турецької війни 1683—1699 років. Татари розбили польсько-козацький загін, взяли 200 полонених і захопили прапори семи корогв.
Гетьман Самойлович — гетьман лівобережної України, опираючись на донесення, які надходили до нього від агентури, так описував події під Студеницею:
… їх (полки Могили) усіх з містечка в поле турки кам'янецькі з татарами і черемисами виманили і до кілька тисяч витяли; тільки Могиленко з 30 чи більше людьми… прийшов живо до Немирова.
 Свідчення лівобережного гетьмана слід вважати дещо перебільшеними, адже незабаром після бою із правого берега Дніпра до Самойловича перейшло близько 4 тис. козаків.